# Акто
Уезд Акто (уйг. ئاقتو ناھىيىسى‎, Актаг — «Белая гора», кирг. ﺍﻗﺘﻮﻭ وودانى, Актоо ооданы, кит. упр. 阿克陶县, пиньинь Ākètáo xiàn, палл. Акэтао сянь) — уезд Кызылсу-Киргизского автономного округа Синьцзян-Уйгурского автономного района КНР.

## География
Это самый западный уезд Китая. Граничит с Кыргызстаном и Таджикистаном.

## История
Уезд Акто был образован в августе 1954 года в составе Кызылсу-Киргизского автономного округа. В январе 1977 года уезд был передан в состав округа Кашгар, в июле 1980 года возвращён в состав Кызылсу-Киргизского автономного округа.
6 января 2007 года в уезде Акто китайская полиция провела контртеррористическую операцию против уйгурских экстремистов.

## Административное деление
Уезд Акто делится на 2 посёлка, 10 волостей и 1 национальную волость.

## Транспорт
- Кашгар-Хотанская железная дорога